# Centro Olímpico de Hipismo

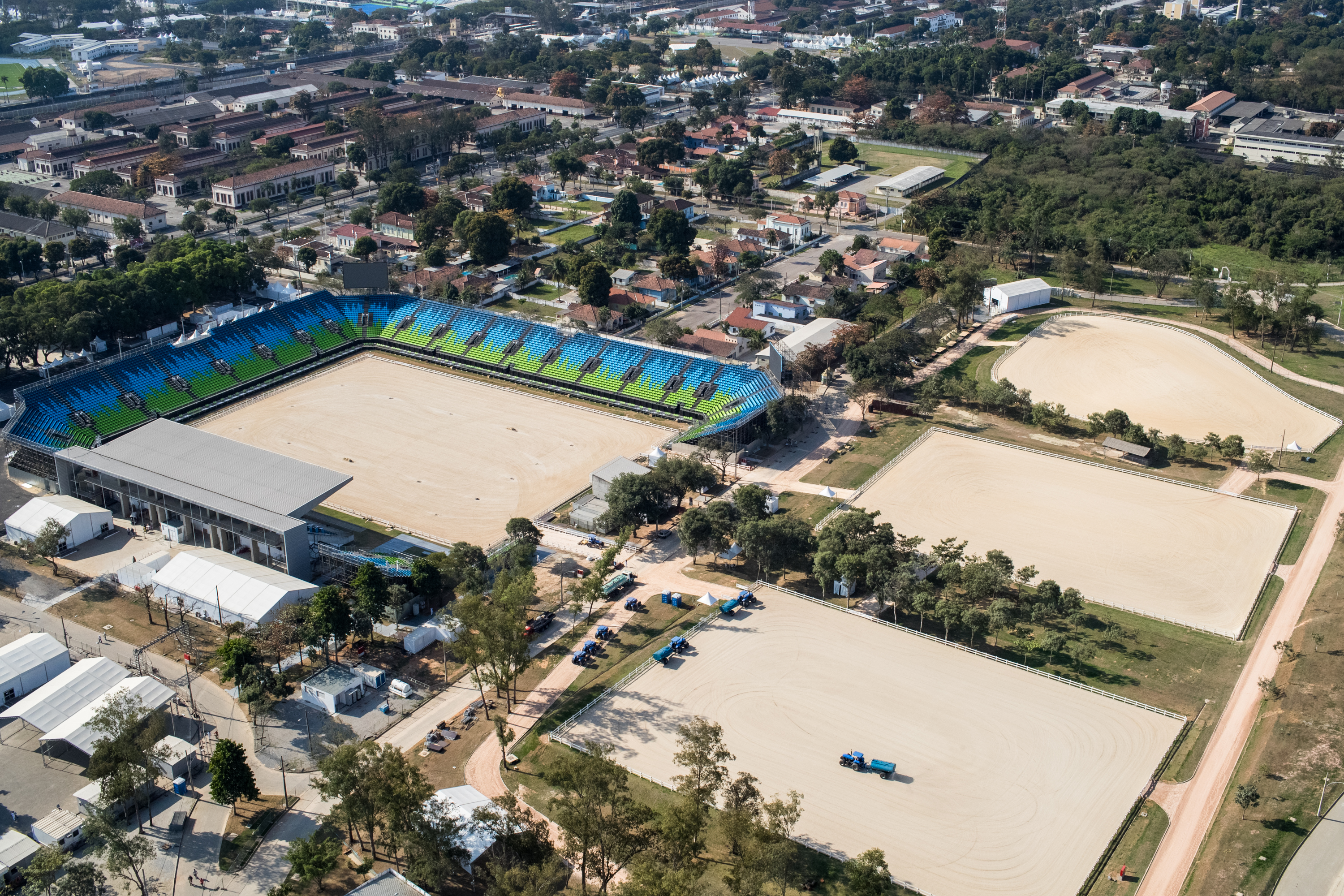
Centro Olímpico de Hipismo, no Parque Olímpico de Deodoro

Centro Nacional de Hipismo, também conhecido como Centro Olímpico de Hipismo durante os Jogos Olímpicos de Verão de 2016, é um centro equestre localizado no Parque Olímpico de Deodoro, no Rio de Janeiro, Brasil. O local vai sediar os eventos de hipismo das Olimpíadas de 2016 e dos Jogos Paraolímpicos de Verão de 2016.